# Stanislovas Liutkevičius
Stanislovas Liutkevičius (* 17. Januar 1959 in Žasliai, Rajongemeinde Kaišiadorys) ist ein litauischer Polizei- und Verwaltungsjurist und Politiker, stellvertretender Innenminister Litauens.

## Leben
1982 absolvierte er das Diplomstudium der Rechtswissenschaften an der Rechtsfakultät der Universität Vilnius und arbeitete als Ermittler in Kaunas. Dann lehrte er am Kauno ekonomikos technikumas. Ab 1986 arbeitete er als Ermittler im System des sowjetlitauischen Innenministeriums. Von 2003 bis 2005 war er stellvertretender Polizeigeneralkommissar Litauens. Von 2005 bis 2009 arbeitete er als Sekretär im Innenministerium Litauens. Seit Mai 2009 ist er Stellvertreter des Innenministers Raimundas Palaitis (* 1957).